# うわさのツインズ リブとマディ
『うわさのツインズ リブとマディ』（原題：Liv and Maddie）は、米ディズニーチャンネルで2013年7月19日から放送されているテレビドラマ。日本ではディズニーチャンネルで2014年3月23日より放送が開始された。またDlifeでも、2015年2月15日より放送開始された。現在はシーズン1〜4までディズニープラスで視聴することができる。

## ストーリー
リブとマディは、一卵性の双子の高校生。しかし、二人の性格は正反対。リブは可愛いハリウッドスター。マディはボーイッシュなスポーツウーマン。
ハリウッドで活躍していたリブが、4年ぶりに実家へ戻って来て、同じ高校に通い、共に暮らすこととなった。
ハプニング続出のルーニー家の日常を綴るコメディシリーズ。
マディの大学進学に伴い、シーズン4からは舞台をウィスコンシン州からカリフォルニア州へ移している。それに伴いタイトルも「リブとマディ in カリフォルニア」という続編に変更された。

## 登場人物
リブ・ルーニー
演：ダヴ・キャメロン/声：近藤唯
ルーニー家の長女でマディの双子の姉。美女でよくモテる。物語が始まる4年前からハリウッドで芸能活動していたが、実家へ戻ってきた。靴が大好きで靴のクローゼットが部屋にある。歌う事と、おしゃれをする事も好き。「歌おう〜！」という、ドラマの主人公役をした事があるため、口癖は「歌おう〜！」。
頭脳派オリンピックの優勝者でもある。宇宙の狼男のトリスタン・ライカンス役である。
第4シリーズからは口癖が「歌ちゃお〜お〜おおぉ〜〜」になる。「歌ちゃお〜お〜おおぉ〜〜」のドラマに出演したからである。
成績は体育以外A、後に声帯結節になる。
マディ・ルーニー
演：ダヴ・キャメロン/声：近藤唯
ルーニー家の次女でリブの双子の妹。ウィスコンシン州にあるリッジウッド高校に通い、バスケットボールに励んでいる。女子バスケ部のキャプテン。口癖は「決まった!でしょ!」運動神経抜群。
男子バスケットボール部キャプテンのディギーと付き合い、遠距離恋愛が理由で別れた。後に新人俳優のジョシュと付き合い、まだディギーの思いを引きずってるという理由で別れ、後にディギーと再び付き合った。
成績は家庭科以外Aである。
ジョーイ・ルーニー
演：ジョーイ・ブラッグ/声：須田祐介
ルーニー家の長男で、双子たちのすぐ下の弟。フルネームはジョーイ・ギリガン・ルーニー。姉たちと年齢は近いものの、少々子どもっぽいところがある。
ロケットクラブ、銀河連合評議会、バケツストリートボーイズのメンバーである。宇宙の狼男のファンであり頭脳派オリンピックの優勝者である。
パーカー・ルーニー
演：テンジン・ノルゲイ・トレイナー/声：保澄しのぶ
ルーニー家の二男で、ジョーイの弟。口癖は「その挑戦受けて立つ！」
セリフ頭の回転が速い。家の中の様々な所に、自分が掘ったトンネルがある。宇宙の狼男のファンでもある。
カレン・ルーニー
演：カリ・ローシャ/声：寺瀬今日子
四姉弟の母にして、リッジウッド高校の心理カウンセラーでもある。シーズン2以降は、学校の副校長になった。未練がましく、道で拾ったものや「思い出の品」と称して家族が使った歯ブラシなどのガラクタを溜めんでいる。リブの服装を真似たり、マディが嫌がるいとこと一緒にプロムに行く事を強要するなど、母親としてはかなり問題あり。
ピート・ルーニー
演：ベンジャミン・キング/声：斉藤次郎
四姉弟の父にして、リッジウッド高校の女子バスケットボール部のコーチでもある。マディとディギーが付き合う事を快く思っていないが、内心ディギーは良い人だと思っている。シーズン4では、メインキャストから外れている。
ルビー
演：ローレン・リンジー・ダンジン/声：戸田めぐみ
リブとマディのいとこでシーズン4からメインキャストになる。

## その他
ウィロー
演:ジェシカ・マリー・ガルシア/声：羽瀬絵理奈
マディのチームメイトでポジションはセンター。ジョーイに片想いをしている。
ディギー
演:ライアン・マッカータン/声：小出弘
フルネームはディッグバート・スモールズ。男子バスケットボール部キャプテンで、マディの憧れの人。シーズン1後半から、マディと正式にカップルになる。
アーティーの兄である。
アーティー
演：ジミー・ベリンジャー/声：清水一貴
わがままでナルシストな自信家の少年。ジョーイの宿敵。フルネームはアルティムス・グアドループ・スモールズ。テイラー、クリスチャン、ジョエルという3人の手下をいつも引き連れている。リブのことが好きで、いつも彼女に猛アタックしているが、本人には煙たがられている。しかし、時には彼女の良き相談者となる。ロケットクラブの王者「ロケットキング」の名称を持っている。また銀河連合評議会のメンバーである。ティギーの弟である。
ステインズ
演：ブリジット・シャーゲイルズ/声：廣田悠美
マディのチームメイトでポジションはセンター。しかし、ベンチ入りしている事が多い。
オーシャン
演：コージー・ズールスドーフ/声：
リブが転校して初めて仲良くなった相手。
ボヘミアニズムを実践している家庭に生まれ育ち、電化製品の利用が限られていたため、リブの芸能活動を見たことがなかった。
スキッピー・ラミレス
演：アレン・アルヴァラード/声：
ジョーイの幼馴染。シーズン1の前半では、スケートボーダーとして登場する。
ジョニー・ニンバス
演：カート・ロング/声：
地元テレビ局の気象予報士。かなり陽気な性格。

## エピソード

### シーズン1
| #  | 邦題                             | 原題                    | 全米初放送日   |
| -- | -------------------------------- | ----------------------- | -------------- |
| 1  | 帰ってきたリブ                   | Twin-a-Rooney           | 2013年7月19日  |
| 2  | キャプテンは大変！               | Team-a-Rooney           | 2013年9月15日  |
| 3  | 人生最高の夜                     | Sleep-a-Rooney          | 2013年9月22日  |
| 4  | 友達作りは大騒ぎ！               | Steal-a-Rooney          | 2013年9月29日  |
| 5  | ハロウィーンの絶叫祭り           | Kang-a-Rooney           | 2013年10月6日  |
| 6  | スケボー大会リブの恋             | Skate-a-Rooney          | 2013年10月13日 |
| 7  | ドッジボール対決！               | Dodge-a-Rooney          | 2013年11月3日  |
| 8  | 頭脳派オリンピック               | Brain-a-Rooney          | 2013年11月10日 |
| 9  | 誕生日はサプライズがいっぱい！？ | Sweet 16-a-Rooney       | 2013年11月24日 |
| 10 | ツリーに灯りを                   | Fa-La-La-a-Rooney       | 2013年12月1日  |
| 11 | 入れ替わり大作戦                 | Switch-a-Rooney         | 2014年1月17日  |
| 12 | 短パンで勝利を目ざせ！           | Dump-a-Rooney           | 2014年1月26日  |
| 13 | 引っ越し騒動                     | Move-a-Rooney           | 2014年2月9日   |
| 14 | ドラゴンを解き放て！             | Slump-a-Rooney          | 2014年3月9日   |
| 15 | ママ・パワー炸裂！               | Moms-a-Rooney           | 2014年3月16日  |
| 16 | 女の子は靴が好き！               | Shoe-a-Rooney           | 2014年4月6日   |
| 17 | 狼になったリブ                   | Howl-a-Rooney           | 2014年4月13日  |
| 18 | 夢のジュニア・オリンピック       | Flashback-a-Rooney      | 2014年5月4日   |
| 19 | 言えない言葉                     | BFF-a-Rooney            | 2014年6月22日  |
| 20 | 歌手デビューしたリブ             | Song-a-Rooney           | 2014年6月29日  |
| 21 | 恐怖を乗りこえろ！               | Space-Werewolf-a-Rooney | 2014年7月27日  |

### シーズン2
| #       | 邦題                       | 原題                    | 全米初放送日   |
| ------- | -------------------------- | ----------------------- | -------------- |
| 1(22)   | チーズとソーセージ祭り     | Premiere-a-Rooney       | 2014年9月21日  |
| 2 (23)  | マディ、陶芸に目ざめる！？ | Pottery-a-Rooney        | 2014年9月28日  |
| 3 (24)  | ハロウィーンのヘルガ祭り   | Helgaween-a-Rooney      | 2014年10月5日  |
| 4 (25)  | 韓国から来たポップスター   | Kathy Kan-a-Rooney      | 2014年10月12日 |
| 5 (26)  | 愛の女神リブ               | Match-a-Rooney          | 2014年11月2日  |
| 6 (27)  | リブ、バスケに挑戦！       | Hoops-a-Rooney          | 2014年11月23日 |
| 7 (28)  | 大みそかの大騒動           | New Year's Eve-a-Rooney | 2014年12月7日  |
| 8 (29)  | 消えたマディ               | Bro-Cave-a-Rooney       | 2015年1月18日  |
| 9 (30)  | 双子のアクセサリー         | Upcycle-a-Rooney        | 2015年1月25日  |
| 10 (31) | みんな満点！               | Rate-a-Rooney           | 2015年2月8日   |
| 11 (32) | パーカーの居残り大作戦     | Detention-a-Rooney      | 2015年2月15日  |
| 12 (33) | マフラーになったリブ       | Muffler-a-Rooney        | 2015年3月1日   |
| 13 (34) | 出会い記念日のプレゼント   | Gift-a-Rooney           | 2015年3月8日   |
| 14 (35) | 目には目を、木にはキリンを | Neighbors-a-Rooney      | 2015年3月26日  |
| 15 (36) | 小学生になったリブ         | Repeat-a-Rooney         | 2015年4月9日   |
| 16 (37) | 料理バトル必勝法！         | Cook-a-Rooney           | 2015年4月12日  |
| 17 (38) | プロムの夜                 | Prom-a-Rooney           | 2015年4月19日  |
| 18 (39) | おかえりディギー           | Flugelball-a-Rooney     | 2015年5月3日   |
| 19 (40) | ロックではじけろ！         | Band-a-Rooney           | 2015年6月14日  |
| 20 (41) | ビデオ作りで大混乱         | Video-a-Rooney          | 2015年6月21日  |
| 21 (42) | 恋のトライアングル         | Triangle-a-Rooney       | 2015年7月19日  |
| 22 (43) | 真犯人を探せ！             | Frame-a-Rooney          | 2015年7月26日  |
| 23 (44) | コンサートでダブルデート   | SPARF-a-Rooney          | 2015年8月16日  |
| 24 (45) | 州大会で優勝！             | Champ-a-Rooney          | 2015年8月23日  |

### シーズン3
| #       | 邦題                         | 原題                   | 全米初放送日   |
| ------- | ---------------------------- | ---------------------- | -------------- |
| 1 (46)  | すれ違う2人                  | Continued-a-Rooney     | 2015年9月13日  |
| 2 (47)  | おばあちゃんはどっち？       | Grandma-a-Rooney       | 2015年10月25日 |
| 3 (48)  | あこがれのスーパーヒーロー   | Voltage-a-Rooney       | 2015年9月13日  |
| 4 (49)  | ドキドキのオーディション     | Co-Star-a-Rooney       | 2015年9月20日  |
| 5 (50)  | 悪夢のハロウィーン           | Haunt-a-Rooney         | 2015年10月4日  |
| 6 (51)  | カウベルをかけろ！           | Cowbell-a-Rooney       | 2015年10月18日 |
| 7 (52)  | 大切なチームメイト           | Meatball-a-Rooney      | 2015年11月8日  |
| 8 (53)  | 見た目よりも大事なもの       | Ask-Her-More-a-Rooney  | 2015年11月22日 |
| 9 (54)  | クリスマスがやってきた！     | Joy-to-a-Rooney        | 2015年12月6日  |
| 10 (55) | 高校生になったパーカー       | Ridgewood-a-Rooney     | 2016年1月17日  |
| 11 (56) | 新コーチは鬼コーチ?          | Coach-a-Rooney         | 2016年1月24日  |
| 12 (57) | マディと恋心                 | Secret-Admire-a-Rooney | 2016年2月21日  |
| 13 (58) | 新しいときめき               | Vive-la-a-Rooney       | 2016年3月13日  |
| 14 (59) | 夢のゆくえ                   | Dream-a-Rooney         | 2016年3月20日  |
| 15 (60) | 初デートはホームラン?        | Homerun-a-Rooney       | 2016年4月10日  |
| 16 (61) | リブとマディの恋愛事情       | Scoop-a-Rooney         | 2016年4月24日  |
| 17 (62) | マディの選択                 | Choose-a-Rooney        | 2016年5月8日   |
| 18 (63) | 見せかけの友情？             | Friend-a-Rooney        | 2016年5月22日  |
| 19 (64) | スカイ・ボルトの運命         | Skyvolt-a-Rooney       | 2016年6月5日   |
| 20 (65) | カリフォルニアに来ちゃった！ | Californi-a-Rooney     | 2016年6月19日  |

### シーズン4(リブとマディ in カリフォルニア)
| #       | 邦題                             | 原題                      | 全米初放送日   |
| ------- | -------------------------------- | ------------------------- | -------------- |
| 1 (66)  | かわいい妹ルビー                 | Sorta-Sisters-a-Rooney    | 2016年9月23日  |
| 2 (67)  | リンダとヘザー                   | Linda & Heather-a-Rooney  | 2016年9月30日  |
| 3 (68)  | カリフォルニアのハロウィーン     | Scare-a-Rooney            | 2016年10月14日 |
| 4 (69)  | 歌っちゃおう〜！！               | Sing It Louder!!-a-Rooney | 2016年11月18日 |
| 5 (70)  | スタジオでパジャマパーティー     | Slumber Party-a-Rooney    | 2016年11月25日 |
| 6 (71)  | カリフォルニアでクリスマス       | Cali christmas-a-rooney   | 2016年12月2日  |
| 7 (72)  | ジョーイ、コメディアンになる？！ | Stand Up-a-Rooney         | 2017年1月6日   |
| 8 (73)  | 女の子だからと言わないで         | Roll Model-a-Rooney       | 2017年1月13日  |
| 9 (74)  | ハヤブサの真実                   | Falcon-a-Rooney           | 2017年1月20日  |
| 10 (75) | 僕だけのジョシュ                 | Ex-a-Rooney               | 2017年1月27日  |
| 11 (76) | 小さな家を作ろう！               | Tiny House-a-Rooney       | 2017年2月17日  |
| 12 (77) | あこがれのコメディアン           | Big Break-a-Rooney        | 2017年2月24日  |
| 13 (78) | 歌ってライブ！！！               | Sing It Live!!!-a-Rooney  | 2017年3月3日   |
| 14 (79) | 歌声を聴かせて                   | Voice-a-Rooney            | 2017年3月17日  |
| 15 (80) | それぞれの道へ                   | End-a-Rooney              | 2017年3月24日  |